# Seinhuus Gods
Seinhuus Gods er en historisk herregård syd for Klippinge på Stevns. Godset har rødder tilbage til 1370–1400, hvor det først optrådte i jordebogen som en gård under tilknytning til Roskildebispen og Gjorslev. Senere har ejerskabet skiftet flere gange, og i 1911 blev Seinhuus et selvstændigt gods, før det i 1924 kom under ejerskab af familien Ehnhuus Iermiin. I dag strækker godset sig over mere end 400 hektar, hvoraf en betydelig del udgøres af skov, og det anvendes til både landbrugsdrift, skovdrift og jagtaktiviteter.